# YAML (چهارچوب)
YAML (کوته‌شدهٔ: Yet Another Multicolumn Layout) یک چارچوب سی اس اس چندمرورگری است که به طراحان وب اجازهٔ طراحی آسان‌تر یک وب‌گاه را می‌‌دهد. یکپارچگی طرح‌بندی YAML برای سیستم های مختلف مدیریت محتوا ایجاد شده است؛ این‌ها عبارتند از وردپرس، LifeType، TYPO3، جوملا و دروپال.
از نسخه YAML ۲٫۲، این چارچوب تحت مجوز کرییتیو کامنز Attribution 2.0 (CC-BY 2.0) توزیع شده است. همچنین برای داشتن یک جایگزین برای استفاده تجاری از چارچوب، دو مدل اشتراک برای YAML وجود دارد.